# Susłowo (rejon bieżanicki)
Susłowo (ros. Суслово) – wieś (ros. деревня, trb. dieriewnia) w zachodniej Rosji, w wołoście Luszczikskaja (osiedle wiejskie) rejonu bieżanickiego w obwodzie pskowskim.

## Geografia
Miejscowość położona jest nad rzeką Aszewka, 8 km od centrum administracyjnego osiedla wiejskiego (Luszczik), 13 km od centrum administracyjnego rejonu (Bieżanice), 124 km od stolicy obwodu (Psków).
W granicach miejscowości znajduje się ulica Tichaja.

## Demografia
W 2010 r. miejscowość zamieszkiwało 8 osób.